# پلاک وسایل نقلیه استان قزوین
کدهای استان قزوین ۷۹ و ۸۹ می‌باشد. در خودروهای عمومی، تاکسی‌ها و خودروهای دولتی حرف پلاک همیشه یکسان است. اما در خودروهای شخصی این حرف بستگی به شهری دارد که پلاک خودرو در آن ثبت شده است.

## کد ۷۹ - مرکز استان (قزوین، البرز)
| ۷۹ | ۳۴۵ ۱۲ |

| حرف | شهرستان           | وضعیت شماره‌گذاری                                    |
| --- | ----------------- | --------------------------------------------------- |
| الف | دولتی             | سرشماره ۲۳ در حال واگذاری                           |
| ب   | قزوین، البرز (۱)  | پایان شماره‌گذاری                                    |
| ت   | تاکسی‌             | سرشماره ۳۴ در حال واگذاری                           |
| ج   | قزوین، البرز (۲)  | پایان شماره‌گذاری                                    |
| د   | قزوین، البرز (۳)  | پایان شماره‌گذاری                                    |
| ژ   | جانبازان معلولین  | سرشماره ۱۳ در حال واگذاری سرشماره ۵۳ در حال واگذاری |
| س   | قزوین، البرز (۴)  | پایان شماره‌گذاری                                    |
| ص   | قزوین، البرز (۵)  | پایان شماره‌گذاری                                    |
| ط   | قزوین، البرز (۶)  | پایان شماره‌گذاری                                    |
| ع   | عمومی (۱)         | پایان شماره‌گذاری                                    |
| ق   | قزوین، البرز (۷)  | پایان شماره‌گذاری                                    |
| ک   | کشاورزی           | سرشماره ۳۵ در حال واگذاری                           |
| ل   | قزوین، البرز (۸)  | پایان شماره‌گذاری                                    |
| م   | قزوین، البرز (۹)  | پایان شماره‌گذاری                                    |
| ن   | قزوین، البرز (۱۰) | پایان شماره گذاری                                   |
| و   | قزوین،البرز(۱۱)   | سرشماره ۵۵ درحال واگذاری                            |
| ه   | قزوین(۱۲)         | ذخیره                                               |

## کد ۸۹ - استان قزوین
| ۸۹ | ۳۴۵ ۱۲ |

| حرف | شهرستان        | وضعیت شماره‌گذاری          |
| --- | -------------- | ------------------------- |
| ب   | تاکستان (۱)    | پایان شماره‌گذاری          |
| ج   | بوئین‌زهرا، آوج | پایان شماره‌گذاری          |
| د   | آبیک           | پایان شماره‌گذاری          |
| س   | تاکستان (۲)    | سرشماره ۷۱ در حال واگذاری |
| ص   | بوئین‌زهرا، آوج | سرشماره ۱۱ در حال واگذاری |
| ط   | آبیک           | سرشماره ۱۱ در حال واگذاری |

پلاک موتور: ۵۲۴، ۵۲۵، ۵۲۶